# Acalypha soratensis
Acalypha soratensis é uma espécie de flor do gênero Acalypha, pertencente à família Euphorbiaceae.